# La linea verticale
La linea verticale è una serie televisiva italiana del 2018 diretta da Mattia Torre e basata sull'omonimo romanzo del regista.

## Trama
Luigi deve sottoporsi ad un delicato intervento chirurgico dopo aver scoperto di avere un tumore al rene. Attraverso il racconto surreale e satirico della sua esperienza di degenza entriamo, così, nel quotidiano del reparto di urologia oncologica di un ospedale italiano.

## Episodi
| n° | Titolo     | Pubblicazione Web | Prima TV        |
| -- | ---------- | ----------------- | --------------- |
| 1  | Episodio 1 | 6 gennaio 2018    | 13 gennaio 2018 |
| 2  | Episodio 2 | 6 gennaio 2018    | 13 gennaio 2018 |
| 3  | Episodio 3 | 6 gennaio 2018    | 20 gennaio 2018 |
| 4  | Episodio 4 | 6 gennaio 2018    | 20 gennaio 2018 |
| 5  | Episodio 5 | 6 gennaio 2018    | 27 gennaio 2018 |
| 6  | Episodio 6 | 6 gennaio 2018    | 27 gennaio 2018 |
| 7  | Episodio 7 | 6 gennaio 2018    | 3 febbraio 2018 |
| 8  | Episodio 8 | 6 gennaio 2018    | 3 febbraio 2018 |

## Produzione e distribuzione
La serie è stata prodotta da Rai Fiction e Wildside e distribuita sulla piattaforma Rai Play dal 6 gennaio 2018 venendo poi trasmessa dal 13 gennaio al 10 febbraio 2018 anche su Rai 3. Nel 2024 è stata distribuita anche da Netflix.
La serie, composta da 8 puntate, è tratta dall'omonimo libro scritto Torre e pubblicato da Baldini&Castoldi.